# Мијо Бенић
Мијо Бенић (Мрежнички Новаки, код Дуге Ресе, 15. јул 1916 — Мишљеновићи, код Плашког, 6. април 1942), учесник Народноослободилачке борбе и народни херој Југославије.

## Биографија
Рођен је 15. јула 1916. године у селу Мрежнички Новаки код Дуге Ресе.
Као симпатизер Комунистичке партије Југославије, сарађивао је са комунистима Дуге Ресе и Карловца.
Учесник Народноослободилачке борбе је од 1941. године. У партизане је отишао 10. децембра. Првобитно је био борац у партизанском одреду „Дубрава“, а затим у Првој чети Првог батаљона Другог кордунашког одреда. Када је формирана пролетерска бригада на Кордуну, Мијо је у њој постао командир вода.
Погинуо је 6. априла 1942. године код села Мишљеновићи (Плашки), у сукобу са италијанским војницима.
Указом председника Федеративне Народне Републике Југославије Јосипа Броза Тита, 24. јула 1953. године, проглашен је за народног хероја.